# 波爾克鎮區 (密蘇里州戴德縣)
波爾克鎮區（英語：Polk Township）是位於美國密蘇里州戴德縣的一個行政鎮區。

## 地方資料
波爾克鎮區的面積為120.59平方千米，當中陸地面積為117.13平方千米，而水域面積為3.46平方千米。根據2020年美國人口普查的數據，當地共有人口627人，而人口密度為每平方千米5.2人。